# 少姜
少姜（前6世纪？—前540年），春秋时期齐国人，齐庄公的女儿，嫁给晉平公为妾室。
前540年（周景王五年、鲁昭公二年、齐景公八年、晋平公十八年、郑简公二十六年）四月，韩须到齐国迎接齐女少姜。齐国的陈无宇送少姜，把她送到晋国。晋平公宠爱少姜，称她为少齐。平公认为陈无宇不是卿，在中都把他抓起来。少姜为陈无宇求情：“送亲之人地位同于迎亲之人。由于害怕大国，还有一些改变，因此才发生了混乱。”韩须是晋国的公族大夫，陈无宇是齐国的上大夫，比韩须地位还要高。秋，少姜去世。鲁昭公要到晋国去吊唁，到达黄河，晋平公派士文伯来辞谢，说：“不是伉俪（正室夫人），请不必前来。”鲁昭公回国，季孙宿就送去了少姜下葬的衣服。叔向对晋平公向陈无宇求情，国君派公族大夫迎亲，齐国派上大夫送亲，还说不恭敬。而且少姜也曾为陈无宇说过话。十月，陈无宇回国。 十一月，郑国的印段到晋国去吊唁。前539年（周景王六年、鲁昭公三年、齐景公九年、晋平公十九年、郑简公二十七年）正月，郑国游吉到晋国去为少姜送葬，梁丙和张趯拜见他。游吉说，夫人去世，士去吊唁，大夫送葬。现在宠姬的丧事，别国不敢派适当职位的人参加丧礼，其礼数超过正夫人，惟恐获罪过，还敢怕麻烦。少姜得到宠爱而死，齐国必然继续送女子来晋国。齐景公派晏婴向晋国请求继续送女子给晋平公，韩宣子派叔向答谢。夏，韩宣子到齐国迎接齐女。公孙虿因为少姜受到宠爱，把他的女儿更换了齐景公的女儿，而把齐景公的女儿嫁给别人。